# Peter Friström
Peter Friström, född omkring 1756, död efter 1817, var skarprättare i Västerbotten.
Friström tillhörde resandefolket och levde ett kringresande liv och försörjde sig som vallackare och hovslagare. Han antogs som skarprättare i Västerbotten efter 1794. Han var dock inte uppskattad som skarprättare och ansågs som oduglig då han ständigt reste omkring. År 1813 förvisades han av kronolänsmannen i Piteå av anledningen att han ansågs vara "högst liderlig och ständigt strykande kring landet är oskickelig att skarprättaretjänsten bestrida".
Friström reste mycket i Norge och förhördes på Bodø prästgård 1808. Senare samma år greps och förhördes han i Offersøy i Alstahaug då han knivhuggit Johannes Svendsen Hegerberg i bröstet med kniv.